# Interstate 370
Pour les articles homonymes, voir I370 et Route 370.
L'Interstate 370 (I-370) est une autoroute collectrice de l'I-270 de 2,54 miles (4,09 km) à Gaithersburg, dans le Maryland. Elle relie le terminus ouest de la MD 200 à l'I-270. Bien qu'elle porte le numéro I-370, l'autoroute n'est pas reliée à l'I-70. L'autoroute a été complétée à la fin des années 1980 pour relier l'I-270 à la station Shady Grove.

## Description du tracé
L'I-370 débute un peu à l'ouest de l'échangeur avec l'I-270 à Gaithersburg. Elle se dirige vers le nord-est et croise cette autoroute. L'autoroute croise la MD 355 pour se terminer un peu plus à l'est, à un échangeur vers une route locale. À partir de là, la route se poursuit comme MD 200 Toll.

## Liste des sorties
| Interstate 370                  |              |      |      |        |                                                                          |                                                                                         |
| Comté                           | Municipalité | mi   | km   | Sortie | Intersections / Destinations                                             | Notes                                                                                   |
| Montgomery                      | Gaithersburg | 0,00 | 0,00 | —      | Sam Eig Highway vers Fields Road                                         | Terminus ouest; la route continue au-delà du terminus                                   |
| Montgomery                      | Gaithersburg | 0,43 | 0,69 | 1      | I-270 – Frederick, Washington D.C.                                       | Indiqué sortie 1A (sud) et 1B (nord); sortie 9A de l'I-270                              |
| Montgomery                      | Gaithersburg | 1,15 | 1,85 | —      | Shady Grove Road vers MD 355 (en) sud – Rockville                        | Sortie direction est seulement                                                          |
| Montgomery                      | Gaithersburg | 1,93 | 3,11 | 2      | MD 355 (en) sud (Frederick Road) – Gaithersburg, Rockville, Centre-ville | Pas d'accès vers MD 355 sud depuis I-370 est                                            |
| Montgomery                      | Derwood      | 2,14 | 3,44 | 3      | Shady Grove Road – Station de métro                                      | Indiqué sortie 3A (Shady Grove Road) et 3B (station de métro); dernière sortie gratuite |
| Montgomery                      | Derwood      | 2,54 | 4,09 | —      | MD 200 Toll (en) est vers I-95                                           | Terminus est; la route continue comme MD 200 Toll                                       |
| - Terminus de multiplex - Péage |              |      |      |        |                                                                          |                                                                                         |